# Marathon de Dublin
Le Marathon de Dublin est une épreuve de course à pied sur route de 42,195 km se déroulant à Dublin, en Irlande. 
La première édition du marathon de Dublin a eu lieu en 1980.
L'édition 2011, qui a réuni près de 14 000 participants, voit la victoire du Kényan Geoffrey Ndungu chez les hommes, et de la Namibienne Helalia Johannes chez les femmes.

## Vainqueurs
| Année | Hommes                                              | Pays                                                | Temps                                               |                                                     | Femmes                                              | Pays                                                | Temps                                               |
| 2023  | Kemal Husen                                         | Éthiopie                                            | 2 h 06 min 52 s                                     | Sorome Negash                                       | Éthiopie                                            | 2 h 26 min 33 s                                     |                                                     |
| 2022  | Taoufik Allam                                       | Maroc                                               | 2 h 13 min 24 s                                     | Nigist Mulaneh                                      | Éthiopie                                            | 2 h 28 min 32 s                                     |                                                     |
| 2021  | Course annulée en raison de la pandémie de Covid-19 | Course annulée en raison de la pandémie de Covid-19 | Course annulée en raison de la pandémie de Covid-19 | Course annulée en raison de la pandémie de Covid-19 | Course annulée en raison de la pandémie de Covid-19 | Course annulée en raison de la pandémie de Covid-19 | Course annulée en raison de la pandémie de Covid-19 |
| 2020  | Course annulée en raison de la pandémie de Covid-19 | Course annulée en raison de la pandémie de Covid-19 | Course annulée en raison de la pandémie de Covid-19 | Course annulée en raison de la pandémie de Covid-19 | Course annulée en raison de la pandémie de Covid-19 | Course annulée en raison de la pandémie de Covid-19 | Course annulée en raison de la pandémie de Covid-19 |
| 2019  | Othmane El Goumri                                   | Maroc                                               | 2 h 08 min 06 s                                     | Motu Gedefa                                         | Éthiopie                                            | 2 h 27 min 48 s                                     |                                                     |
| 2018  | Asefa Bekele                                        | Éthiopie                                            | 2 h 13 min 24 s                                     | Mesera Dubiso                                       | Éthiopie                                            | 2 h 33 min 49 s                                     |                                                     |
| 2017  | Benard Rotich                                       | Kenya                                               | 2 h 15 min 53 s                                     | Nataliya Lehonkova                                  | Ukraine                                             | 2 h 28 min 58 s                                     |                                                     |
| 2016  | Dereje Debele                                       | Éthiopie                                            | 2 h 12 min 18 s                                     | Helalia Johannes                                    | Namibie                                             | 2 h 32 min 32 s                                     |                                                     |
| 2015  | Alemu Gemechu                                       | Éthiopie                                            | 2 h 14 min 02 s                                     | Nataliya Lehonkova                                  | Ukraine                                             | 2 h 31 min 09 s                                     |                                                     |
| 2014  | Eliud Too                                           | Kenya                                               | 2 h 14 min 47 s                                     | Esther Macharia                                     | Kenya                                               | 2 h 34 min 15 s                                     |                                                     |
| 2013  | Sean Hehir                                          | Irlande                                             | 2 h 18 min 19 s                                     | Maria McCambridge                                   | Irlande                                             | 2 h 38 min 51 s                                     |                                                     |
| 2012  | Geoffrey Ndungu                                     | Kenya                                               | 2 h 11 min 09 s                                     | Magdalene Mukunza                                   | Kenya                                               | 2 h 30 min 46 s                                     |                                                     |
| 2011  | Geoffrey Ndungu                                     | Kenya                                               | 2 h 08 min 33 s                                     | Helalia Johannes                                    | Namibie                                             | 2 h 30 min 35 s                                     |                                                     |
| 2010  | Moses Kangogo Kibet                                 | Kenya                                               | 2 h 08 min 58 s                                     | Tatyana Aryasova                                    | Russie                                              | 2 h 26 min 13 s                                     |                                                     |
| 2009  | Feyisa Lilesa                                       | Éthiopie                                            | 2 h 09 min 11 s                                     | Kateryna Stetsenko                                  | Ukraine                                             | 2 h 32 min 45 s                                     |                                                     |
| 2008  | Andriy Naumov                                       | Ukraine                                             | 2 h 11 min 06 s                                     | Larisa Zyuzko                                       | Russie                                              | 2 h 29 min 55 s                                     |                                                     |
| 2007  | Aleksey Sokolov                                     | Russie                                              | 2 h 09 min 07 s                                     | Alina Ivanova                                       | Russie                                              | 2 h 29 min 20 s                                     |                                                     |
| 2006  | Aleksey Sokolov                                     | Russie                                              | 2 h 11 min 39 s                                     | Alina Ivanova                                       | Russie                                              | 2 h 29 min 49 s                                     |                                                     |
| 2005  | Dmytro Osadchyy                                     | Ukraine                                             | 2 h 13 min 14 s                                     | Zinaida Semenova                                    | Russie                                              | 2 h 32 min 53 s                                     |                                                     |
| 2004  | Lezan Kipkosgei Kimutai                             | Kenya                                               | 2 h 13 min 07 s                                     | Yelena Burykina                                     | Russie                                              | 2 h 32 min 53 s                                     |                                                     |
| 2003  | Onesmus Musyoka Kilonzo                             | Kenya                                               | 2 h 17 min 03 s                                     | Ruth Kutol                                          | Kenya                                               | 2 h 27 min 22 s                                     |                                                     |
| 2002  | Frederick Cherono                                   | Kenya                                               | 2 h 14 min 25 s                                     | Lidiya Vasilevskaya                                 | Russie                                              | 2 h 32 min 58 s                                     |                                                     |
| 2001  | Zacharia Mpolokeng                                  | Afrique du Sud                                      | 2 h 14 min 03 s                                     | Debbie Robinson                                     | Royaume-Uni                                         | 2 h 35 min 40 s                                     |                                                     |
| 2000  | Simon Pride                                         | Royaume-Uni                                         | 2 h 18 min 49 s                                     | Sonia O'Sullivan                                    | Irlande                                             | 2 h 35 min 42 s                                     |                                                     |
| 1999  | John Mutai                                          | Kenya                                               | 2 h 15 min 18 s                                     | Esther Kiplagat                                     | Kenya                                               | 2 h 34 min 24 s                                     |                                                     |
| 1998  | Joshua Kipkemboi                                    | Kenya                                               | 2 h 20 min 00 s                                     | Teresa Duffy                                        | Irlande                                             | 2 h 39 min 56 s                                     |                                                     |
| 1997  | Joshua Kipkemboi                                    | Kenya                                               | 2 h 15 min 56 s                                     | Carol Galea                                         | Malte                                               | 2 h 39 min 33 s                                     |                                                     |
| 1996  | Joseph Kahugu                                       | Kenya                                               | 2 h 17 min 42 s                                     | Cathy Shum                                          | Irlande                                             | 2 h 38 min 56 s                                     |                                                     |
| 1995  | William Musyoki                                     | Kenya                                               | 2 h 16 min 57 s                                     | Trudi Thomson                                       | Royaume-Uni                                         | 2 h 38 min 23 s                                     |                                                     |
| 1994  | Steve Brace                                         | Royaume-Uni                                         | 2 h 17 min 13 s                                     | Linda Rushmere                                      | Royaume-Uni                                         | 2 h 40 min 17 s                                     |                                                     |
| 1993  | John Treacy                                         | Irlande                                             | 2 h 14 min 40 s                                     | Cathy Shum                                          | Irlande                                             | 2 h 38 min 14 s                                     |                                                     |
| 1992  | Jerry Kiernan                                       | Irlande                                             | 2 h 17 min 19 s                                     | Karen Cornwall                                      | Royaume-Uni                                         | 2 h 41 min 58 s                                     |                                                     |
| 1991  | Tommy Hughes                                        | Royaume-Uni                                         | 2 h 14 min 46 s                                     | Christine Kennedy                                   | Irlande                                             | 2 h 35 min 56 s                                     |                                                     |
| 1990  | John Bolger                                         | Irlande                                             | 2 h 17 min 17 s                                     | Christine Kennedy                                   | Irlande                                             | 2 h 41 min 27 s                                     |                                                     |
| 1989  | John Griffin                                        | Irlande                                             | 2 h 16 min 44 s                                     | Pauline Nolan                                       | Irlande                                             | 2 h 44 min 32 s                                     |                                                     |
| 1988  | John Griffin                                        | Irlande                                             | 2 h 16 min 02 s                                     | Moira O'Neill                                       | Royaume-Uni                                         | 2 h 37 min 06 s                                     |                                                     |
| 1987  | Pavel Klimeš                                        | Tchécoslovaquie                                     | 2 h 14 min 21 s                                     | Carolyn Naisby                                      | Royaume-Uni                                         | 2 h 42 min 08 s                                     |                                                     |
| 1986  | Dick Hooper                                         | Irlande                                             | 2 h 18 min 10 s                                     | Maureen Hurst                                       | Royaume-Uni                                         | 2 h 46 min 29 s                                     |                                                     |
| 1985  | Dick Hooper                                         | Irlande                                             | 2 h 13 min 48 s                                     | Julia Gates                                         | Royaume-Uni                                         | 2 h 41 min 26 s                                     |                                                     |
| 1984  | Svend-Erik Kristensen                               | Danemark                                            | 2 h 18 min 25 s                                     | Ailish Smyth                                        | Irlande                                             | 2 h 47 min 30 s                                     |                                                     |
| 1983  | Ronny Agten                                         | Belgique                                            | 2 h 14 min 19 s                                     | Mary Purcell                                        | Irlande                                             | 2 h 46 min 09 s                                     |                                                     |
| 1982  | Jerry Kiernan                                       | Irlande                                             | 2 h 13 min 45 s                                     | Debbie Mueller                                      | États-Unis                                          | 2 h 40 min 57 s                                     |                                                     |
| 1981  | Neil Cusack                                         | Irlande                                             | 2 h 13 min 58 s                                     | Emily Dowling                                       | Irlande                                             | 2 h 48 min 22 s                                     |                                                     |
| 1980  | Dick Hooper                                         | Irlande                                             | 2 h 16 min 14 s                                     | Carey May                                           | Irlande                                             | 2 h 42 min 11 s                                     |                                                     |

 Record de l'épreuve